# 愛爾蘭自由邦總督
爱尔兰自由邦总督（英文：Governor-General of the Irish Free State，爱尔兰文：Seanascal），在1922年至1931年间，是英国君主在爱尔兰自由邦的官方代表，在1931年至1937年间，是爱尔兰君主在自由邦的代表。尽管按照宪制惯例，总督并无实权，很多民族主义者仍然视总督为英国压迫的象征、对共和原则的威胁。这种不满声音在1931年，英国国会通过威斯敏斯特法案后，仍然存在。总督的职能在1936年后，亦因此不断减少。
第一任、第二任总督的官邸是副王府（Viceregal Lodge，今总统府）。末任总督并未入住官邸，他入住的是一座位于都柏林郡Booterstown的私人宅邸。
他人可称总督为督憲閣下（Your Excellency）。和大英帝国各地总督不同，历任爱尔兰总督，都没有加入英国枢密院。